# Flimmersterne
Flimmersterne ist der Titel eines stummen deutschen Kino-Dramas, das Hans Neumann 1918 nach einem eigenen Manuskript für die Produktionsfirma Harmonie-Film GmbH (Berlin) mit Elli Glässner, Arthur Bergen und Jean Moreau in den Hauptrollen inszenierte.
Der Film, der mit Nebentitel auch Die Geschichte einer Filmschauspielerin hieß, befasst sich in selbstreferentieller Weise mit dem Filmgeschäft und seinen Protagonisten, den „Flimmersternen“.
„Flimmersterne“ war seinerzeit in Deutschland eine gängige Bezeichnung für Filmschaffende.

## Handlung
Nervöser Star wird gekündigt. In Ehe findet sie wieder Ruhe.
(Inhaltsbeschreibung nach GECD #22179)

## Produktionsnotizen
Die Produktion der Harmonie-Film GmbH (Berlin) entstand im Studio der Bioscop-Film in Neubabelsberg bei Berlin und wurde von Alfons Brümmer und Karl Hasselmann photographiert. Das Szenenbild schuf Ernst Friedmann, die Ausstattung besorgte das „Hohenzollern-Kunstgewerbehaus Friedmann & Weber, Kgl. Hoflieferanten“, Berlin. Verliehen wurde der Film durch die „Rheinische Lichtbildgesellschaft m.b.H. Cöln im Bioskop-Konzern“.
Die Uraufführung fand am 28. Juli 1919 im Lichtspielpalast zu Berlin statt.
Der Film wird erwähnt in
- Kinematograph No. 624, 1918
- Kinematograph No. 639, 1918
- Filmtechnik No. 1, 1919
- Kinema/Zürich No. 12, 1919
- Filmkurier No. 10/11, 1919
- Filmkurier No. 21, 1919
- Bild (lb) No. 22, 1919
- Der Film No. 10, 1919
- Der Film No. 27, 1919
- Kino-Briefe No. 4, 1919

und ist registriert bei
- Lamprecht Vol. 19 No. 306

## Rezeption
Im Düsseldorfer Kinematograph Nr. 631 vom Februar 1918 machte die „Rheinische Lichtbildgesellschaft m.b.H. Cöln a.Rh. im Bioskop-Konzern“ in einem doppelseitigen Inserat S. 29–30 auf „die Sensation der Harmoniefilmgesellschaft“ aufmerksam:

„Hans Neumanns Meisterwerk ‚Flimmersterne‘ spielt im Warenhaus, im Maleratelier, bringt grosse Festszenen, zeigt uns das interessante Leben an der Filmbörse, im Atelier, führt uns in eine Kunstausstellung, in die Boudoirs der modernen Dame von Welt, bietet eine Zirkusvorstellung usw.“

Als Mitwirkende wurden, z. T. unter Nennung ihrer Heimatbühnen, aufgeführt: „Jean Moreau, der berühmte Kabarettist ; Elli Gläßner, die beliebte Brettldiva; Lotti Werckmeister vom Neuen Operettentheater; Arthur Bergen von den Reinhardtbühnen.“

## Aufführung
Der Film lief auch in den Berliner Kant-Lichtspielen, Kantstraße 54, im Volksmund „Ka-Li“ genannt. Das Kinoplakat für die Kant-Lichtspiele entwarf der österreichische Maler und Graphiker Jo Steiner (1877 – um 1935) in seinem Reklame- und Kunstatelier „Ru Ka Steiner“.